# Nesticus maculatus
Espèce
Nesticus maculatus est une espèce d'araignées aranéomorphes de la famille des Nesticidae.

## Distribution
Cette espèce est endémique de République dominicaine,. Elle se rencontre dans la cordillère Centrale.

## Description
Le mâle holotype mesure 2,6 mm et la femelle paratype 3,0 mm.
Le mâle décrit par Gertsch en 1984 mesure 2,7 mm et la femelle 3,65 mm.

## Publication originale
- Bryant, 1948 : The spiders of Hispaniola. Bulletin of the Museum of Comparative Zoology, vol. 100, p. 331-459 (texte intégral).